# Xylorimba
Le xylorimba, ou xylomarimba, est un instrument de musique de la famille des percussions idiophones intermédiaire entre le xylophone et le marimba.

## Présentation
Le xylorimba, ou xylomarimba, est un instrument à percussion, idiophone, composé de lames de bois disposées en deux rangs et équipées de résonateurs suspendus. Il additionne les possibilités sonores du xylophone et du marimba et couvre quatre ou cinq octaves (de do1 à do6) de tessiture.
Dans sa conception, l'épaisseur et la largeur des lames du xylorimba le rapprochent cependant plus du xylophone que du marimba moderne.
Comme marimba-xylophone, l'instrument est populaire dans les années 1920 et 1930, notamment dans le vaudeville ou le jazz,. Il est aussi introduit à l'orchestre symphonique contemporain.
James Blades et James Holland relèvent que le terme peut prêter à confusion. Ainsi, le « xylorimba » demandé par Alban Berg dans ses Trois pièces pour orchestre, op. 6 (1914-1915) ou Pierre Boulez dans Le Marteau sans maître (1953-1955, rév. 1957) correspond plutôt à un xylophone 4 octaves. Quant à The Flood (1961-1962) d'Igor Stravinsky, qui nécessite une partie de « marimba-xylophone », c'est un marimba qui était prévu.
Dans Hymnodie de Roberto Gerhard (1963), avec deux percussionnistes sur un seul instrument, la mention « xylorimba » a ensuite été remplacée par « marimba ». En revanche, Pli selon pli (1957-1962) de Boulez nécessite bien deux xylorimbas de cinq octaves chacun, même si les parties sont parfois jouées sur deux xylophones et deux marimbas.
Helmut Lachenmann fait également appel à deux xylorimbas dans Mouvement et La Petite fille aux allumettes.
Mais le compositeur ayant le plus utilisé le xylorimba est certainement Olivier Messiaen. Bertrand Boissard énumère notamment les partitions Des canyons aux étoiles, La Transfiguration de notre Seigneur Jésus-Christ et Un sourire, dans lequel « son timbre d'une douceur notable dans sa partie basse nuance d'une touche chaleureuse l'éclat de ses mille résonances ». Dans Couleurs de la cité céleste et Éclairs sur l'au-delà, Messiaen demande tout à la fois un xylophone, un marimba et un xylorimba, ce qui pour Boissard « en dit long sur le degré d'exigence, la connaissance subtile des différentes percussions et le raffinement de la palette du compositeur français ».